# Egerton Brydges
Samuel Egerton Brydges, 1er baronnet, né le 30 novembre 1762 à Wootton (Kent), et mort le 8 septembre 1837 à Genève, est un écrivain, juriste et bibliographe anglais.

## Biographie
Samuel Brydges a représenté au Parlement la circonscription de Maidstone, dans le Kent, de 1812 à 1818.

## Publications
- (en) What are riches? or An examination of the definitions of this subject given by modern economists, Genève, print. by William Fick, 1821
- (la) Pierio Valeriano Bolzani, De litteratorum infelicitate, libri duo, editio nova curante Dom. Egerton Brydges, Bar.t, Genève, Typis Gul. Fick, 1821 (87 copies)
- (en) Res literariæ : Bibliographical and critical for October 1820, Naples, print. by Charles-Antoine Béranger, 1821 (75 copies)
  - (en) Id., for January 1821, Rome, print. by François Bourlié, 1821
  - (en) Id., may 1821 to February 1822, Genève, print. by W. Fick, 1822, (75 copies)
- (en) The anti-critic for August 1821, and march, 1822 containing literary, not political, criticisms, and opinions, Genève, printed by W. Fick, 1822 (75 copies)
- (la) Polyanthea librorum vetustiorum, italicorum, gallicorum, hispanicorum, et latinorum, Genève, Typis G. Fick, 1822 (75 copies)
- (la) Poemata selecta latina mediæ et infimæ ætatis, Gebenis, Typis Guill. Fick, 1822 (37 copies)
- (la) Cimelia seu Examen criticum librorum, ex diariis literariis linguâ præcipue gallicâ ab anno 1665 usque ad annum 1792 scriptis, selectum, Genève, ex Typis G. Fick, 1823 (75 copies)
- Mémoire sur les lois de la pairie d'Angleterre, Genève, G. Fick, 1823
- (en) Peerage-law or An inquiry into the laws which protect the hereditament of peerage, to which are added fragments of paper relative to a particular case, Genève, print. by W. Fick, 1823
- (en) Odo, count of Lingen : a poetical tale in six cantos, Genève, print. by W. Fick, 1824 (50 copies)
- (en) Gnomica : detached thoughts, sententious, axiomatic, moral and critical, but especially with reference to poetical faculties and habits, Genève, print. by W. Fick, (75 copies)
- (la) Catalogus librorum rariorum de quibus fit mentio in operibus quorum tituli sunt Cimelia, 1823, Res literariæ 1820, 1821, et Polyanthea, 1822, Genève, Impr. Fick, 1824 (200 copies)
- (en) Lex terræ : a discussion of the law of England, regarding claims of inheritable rights of peerage, Genève, W. Fick, 1831 (100 copies)
- (la) Veridica. No. 1 (1 jan. 1832) – no. 2 (14 jan. 1832), Genève, W. Fick.